# Oz Fox
Oz Fox, geboren als Richard Alfonso Martinez, (Whittier (Californië), 18 juni 1961) is een christelijke metalgitarist die uit de Verenigde Staten komt.

## Geschiedenis
In 1983 is Fox als gitarist gestart bij de band Stryper. Hij speelde met Stryper tot de band eind 1992 uit elkaar viel. Hierna speelde Fox bij verschillende andere projecten tot hij eind jaren 90 samen met Timothy Gaines zijn eigen band Sin Dizzy oprichtte.
Samen met Dizzy nam Fox het album He's Not Dead op en speelde verschillende concerten in de Verenigde Staten. Het album verkocht erg goed, vooral onder oude Stryper-fans.
In 2000 en 2001 speelde Oz Fox voor het eerst weer samen met Stryper. In 2003 ging Fox weer met Stryper op tournee en in 2005 namen ze samen met de nieuwe bassist Tracie Ferrie het nieuwe album Reborn op.
In 2006 werd Fox de tweede gitarist van de christelijke metalband Bloodgood. Ook werkt Fox ondertussen samen met Stryper aan een nieuw album dat eind 2008 uitkwam. Na de dood van Michael Bloodgood, op 29 juli 2022, werd Bloodgood twee dagen later opgeheven.

## Albums

### Met Stryper
- 1984 : The Yellow And Black Attack
- 1985 : Soldiers Under Command
- 1986 : The Yellow And Black Attack (opnieuw opgenomen)
- 1986 : To Hell With The Devil
- 1988 : In God We Trust
- 1990 : Against The Law
- 1991 : Can't Stop The Rock (een verzamelalbum met twee nieuwe nummers)
- 2003 : 7: The Best Of Stryper (verzamelalbum met twee nieuwe nummers)
- 2003 : Seven Weeks Live In America (hun eerste livealbum)
- 2005 : Reborn
- 2007 : The Roxx Regime Demos (album met nummers opgenomen in 1983).

### Met Sin Dizzy
- 1998 : He's Not Dead.